# Plagusia depressa
Plagusia depressa is een krabbensoort uit de familie van de Plagusiidae. De wetenschappelijke naam van de soort is voor het eerst geldig gepubliceerd in 1775 door Fabricius.